# 記憶／心靈躍動
《記憶／心靈躍動》（日語：きおく/ココロオドレバ），為關西傑尼斯8成員澀谷昴於2015年2月11日發行的首張Solo出道單曲。

## 概要
- 主打歌《記憶》和《ココロオドレバ》為澀谷昴主演電影味園ユニバース（日语：味園ユニバース）的主題曲。
- 單曲發售當天銷量約5.8萬張，獲得Oricon公信榜當天的日榜冠軍。
- 首週銷量約10.1萬張，於2015年2月23日獲得Oricon公信榜當週週榜的單曲冠軍。

## 收錄曲

### 初回限定盤
CD
1. 記憶
作詞・作曲：マシコタツロウ、編曲：大西省吾
2. ココロオドレバ
作詞：井上和樹、クスミビデオ・Peach、作曲：井上和樹、編曲：Peach

DVD
1. 記憶（music video）

### 通常盤
1. 記憶
2. ココロオドレバ
3. 乗っかれトレイン
作詞・作曲：渋谷すばる、編曲：平出悟
4. 護り歌
作詞：渋谷すばる、作曲:渋谷すばる・マシコタツロウ、編曲：マシコタツロウ
5. 記憶（オリジナル・カラオケ）
6. ココロオドレバ（オリジナル・カラオケ）